# John Lindsay, 17.º Conde de Crawford
John Lindsay, 17.º Conde de Crawford, 1.º Conde de Lindsay ( c. 1598 – 1679) foi um nobre escocês.

## Vida pregressa
Lindsay nasceu c. 1598 .  Ele era o filho mais velho de Robert Lindsay, 9.º Lorde Lindsay e Lady Christian Hamilton. Sua irmã mais nova, Helen Lindsay, casou-se com Sir William Scott de Ardross em 1634. Após a morte de seu pai em 1616, sua mãe se casou com Robert Boyd, 7.º Lorde Boyd. 
Seus avós paternos eram James Lindsay, 7.º Lorde Lindsay (um cavalheiro da câmara do Rei James ) e Lady Eupheme Leslie (filha mais velha de Andrew Leslie, 5.º Conde de Rothes ). Sua mãe era a filha mais velha de Thomas Hamilton, 1º Conde de Haddington e da ex-Margaret Borthwick (filha única de James Borthwick de Newbyres). Após a morte de seu tio paterno, John Lindsay, 8.º Lorde Lindsay, a propriedade de Byres foi vendida após sua morte para seu avô materno, Lorde Haddington. 

## Carreira
Após a morte de seu pai em 1616, ele se tornou o 10.º Lorde Lindsay de Byres. Em 1633, ele foi nomeado Conde de Lindsay. Ele também recebeu o condado de Crawford após a perda de seu primo, Ludovic Lindsay, 16.º conde de Crawford, em novembro de 1652 (sob os termos da concessão do condado de Crawford de 1641/2). 
Tornou-se Tesoureiro da Escócia em 1644 e, em 1645, Presidente do Parlamento .  Durante as Guerras dos Três Reinos, ele desempenhou um papel complexo, mas sua posição era basicamente a de um moderado "Engager" presbiteriano. Ele lutou pelo exército do Parlamento Escocês na Batalha de Marston Moor, e contra o general monarquista Montrose na Batalha de Kilsyth, e acabou sendo capturado pelos ingleses em Alyth.
Ele então mudou de lado e, em 1647, assinou o "compromisso" para a libertação de Carlos I, perdendo todos os seus cargos quando seu inimigo, o Marquês de Argyll, obteve vantagem. Após a derrota dos escoceses na Batalha de Dunbar em 1650, no entanto, Crawford recuperou sua influência na política escocesa, mas de 1651 a 1660 foi prisioneiro na Inglaterra após sua captura em Alyth em um incidente conhecido como 'a Queda de Alyth'.  Em 1661, ele foi restaurado às suas antigas dignidades, mas sua recusa em abjurar o pacto obrigou-o a renunciá-lo dois anos depois. 

## Vida pessoal
Por volta de 1630, Lorde Lindsay casou-se com Lady Margaret Hamilton (falecida em 1678), filha de James Hamilton, 2.º Marquês de Hamilton e Lady Anne Cunningham (quarta filha de James Cunningham, 7.º Conde de Glencairn ). Juntos, eles foram pais de: 
- Lady Anne Lindsay (1631–1689), que se casou com John Leslie, 1.º Duque de Rothes em c. 1647 . [9]
- Senhora Christian Lindsay ( c. 1632 ), que se casou com John Hamilton, 4.º Conde de Haddington em 1648. [10]
- Hon. Margaret Lindsay (n. 1635), que morreu jovem.
- Hon. James Lindsay (n. 1636), que morreu jovem.
- Hon. James Lindsay (n. 1637), que morreu jovem.
- Hon. John Lindsay (n. 1639), que morreu jovem.
- William Lindsay, 18.º Conde de Crawford (1644–1698), que se casou com Lady Mary Johnstone, filha mais velha de James Johnstone, 1.º Conde de Annandale e Hartfell e Lady Henrietta Douglas (filha do 1º Marquês de Douglas ), em 1670. Após sua morte em 1681, ele se casou com Lady Henrietta Fleming (viúva do 5.º Conde de Wigtown ), a filha mais velha do 2.º Conde de Dunfermline e Lady Mary Douglas (filha do 7.º Conde de Morton ). [11]
- Hon. Patrick Lindsay (mais tarde Crawfurd de Kilbirnie ) (1646–1681), que se casou com Margaret Crawfurd, filha e co-herdeira de Sir John Crawfurd de Kilbirnie, em 1664. [12]
- Lady Helen Lindsay (falecida em 1669), que se casou com Sir Robert Sinclair, 3.º Baronete, de Stevenston em 1663. [13]
- Lady Elizabeth Lindsay (falecida em 1688), que se casou com David Carnegie, 3.º Conde de Northesk, em c. 1669. [14]

Ele foi sucedido por seu filho William. 